# Becard alablanc
El becard alablanc (Pachyramphus polychopterus) és un ocell de la família dels titírids (Tityridae). Es troba a l'Amèrica Central i l'Amèrica del Sud: des de Belize fins a l'Argentina. Els seus hàbitats inclouen matollars, pantans, manglars, boscos tropicals i subtropicals de frondoses humits de les terres baixes i de l'estatge montà, boscos tropicals i subtropicals de frondoses secs, cursos d'aigua, bé com plantacions i boscos molt degradats. El seu estat de conservació es considera de risc mínim.